# ديفيد فلبس
ديفيد فلبس (بالإنجليزية: David Phelps) هو لاعب رماية بريطاني، ولد في 10 أبريل 1977 في كارديف في المملكة المتحدة.

## روابط خارجية
- ديفيد فلبس على موقع الاتحاد الدولي (الإنجليزية)
- ديفيد فلبس على موقع اتحاد ألعاب الكومنولث (مؤرشف) (الإنجليزية)
- ديفيد فلبس على موقع دورة ألعاب الكومنولث 2006 (مؤرشف) (الإنجليزية)